# Antonius Staal
Antonius Staal (nacido el 30 de marzo de 1996) es un jugador de críquet holandés. En septiembre de 2019, fue nombrado en el equipo holandés para el torneo clasificatorio para la Copa del Mundo ICC T20 de 2019 en los Emiratos Árabes Unidos. En abril de 2020, fue uno de los diecisiete jugadores de críquet holandeses que fueron nombrados en el equipo senior del equipo.

## Carrera profesional
Staal hizo su debut en el T20I con Holanda contra los Emiratos Árabes Unidos el 3 de agosto de 2019. En abril de 2020, fue uno de los diecisiete jugadores de críquet holandeses que fueron nombrados en el equipo senior del equipo.